# Parodia maasii
Parodia maasii là một loài thực vật có hoa trong họ Cactaceae. Loài này được (Heese) A. Berger mô tả khoa học đầu tiên năm 1929.